# Harpersfield (Nowy Jork)
Harpersfield – miasto w Stanach Zjednoczonych, w stanie Nowy Jork, w hrabstwie Delaware.